# Перри, Ральф Бартон
 Ральф Ба́ртон Пе́рри (англ. Ralph Barton Perry);
(3 июля 1876, Полтни, Вермонт — 22 января 1957, Бостон, Массачусетс) — американский философ, один из основателей американского неореализма.

## Биография
Закончил Принстонский университет со степенью бакалавра искусств, затем — Гарвардский университет со степенью мастера искусств. Учителем Перри был Уильям Джеймс, «Очерки радикального эмпиризма (англ. Essays in Radical Empiricism)» которого он редактировал.
В течение трёх лет преподавал философию в одном из колледжей Гарварда. Занимал должности инструктора (1902—1905), помощника профессора (1905—1930), профессора (1913—1930) и профессора философии (1930—1946). В течение 1920—1921 годов являлся президентом Восточного дивизиона Американской философской ассоциации.
В дальнейшем Ральф стал одним из лидеров движения нового реализма, работал вместе с Уильямом Пепперелл Монтегю. Выступает на позиции натуралистической теории стоимости и реалистического восприятия и познания.
Перри написал биографию Уильяма Джеймса, отмеченную в 1936 году Пулитцеровской премией в номинации «Биография и автобиография».

## Основные работы
- Подход к философии (1905), Нью-Йорк, Чикаго и Бостон: Чарльз Скрибнер и сыновья
- Моральная экономика (The Moral Economy), 1909, Нью-Йорк: Чарльз Скрибнер и сыновья
- Настоящее философских направлений: критический обзор натурализм, идеализм, прагматизм и реализм, а также краткий обзор философии Уильяма Джеймса (Present Philosophical Tendencies: A Critical Survey of Naturalism, Idealism, Pragmatism, and Realism, together with a Synopsis of the Philosophy of William James), 1912, Нью-Йорк: Лонгманс, Грин и Ко
- Холт, Марвин, Монтегю, Perry; Питкин, Сполдинг Новый реализм: Совместные исследования в области философии, (1912), Нью-Йорк: Максимилиан компани
- Свободный человек и солдат (1916), Нью-Йорк: сыновья Чарльз Скрибнер и сыновья
- (The Present Conflict of Ideals: A Study of the Philosophical Background of the World War), 1918, Нью-Йорк: Лонгманс, Грин и Ко
- Аннотированная библиография сочинений Уильяма Джеймса (1920), Лонгманс, Грин и Ко
- Модернистское воззрение на национальные идеалы (1926), Беркли: Университет Калифорнии, Howison Лекции по философии , 1925
- Общая теория стоимости (1926)
- Философия в недавнем прошлом: Очерки европейской и американской философии с 1860 года (1926), Нью-Йорк: сыновья Чарльз Скрибнер
- Надежда на бессмертие (1935)
- Мысль и характер Уильяма Джеймса, в 2 т. (The Thought and Character of William James: As revealed in unpublished correspondence and notes, together with his published writings; Vol. 1; Vol. 2), 1935
- Пуританство и демократия (1944 г.)
- Человечество человека, (1956), Нью-Йорке: Джордж Бразиллер